# 길 (성씨)
길씨는 중국 및 한국의 성씨이다.

## 중국
중국 길씨는 희성 길씨 두가지와 소수 민족 성씨가 있다.
- 주선왕 후손으로 희성 길씨가 있다.
- 고대 남연국에 황제의 후손이 살았는데 길(姞)을 성으로 삼다가 길(吉)로 고쳤다고 한다.
  - 남연(南燕)국의 여인 연지(燕姞)는 길씨인데 정나라 무공의 어머니로 전한다.
- 중국 장족, 토가족, 이족 가운데 길씨가 소수 있다고 한다.
- 원나라 몽골족과 같은 흉노/유목 민족에 길씨가 있는데, 고려 시대 몽골족이 한반도에 동래하였다.
- 만주 지역 여진족에도 길씨가 있다고 한다.

## 한국
길(吉)씨는 2015년 대한민국 통계청 인구조사에서 38,173명으로 조사되어, 한국 성씨 인구 74위이다. 대본은 해평 길씨(선산 길씨)이다. 《해평길씨세보(海平吉氏世譜)》에 따르면, 시조는 당나라에서 신라로 동래한 길당(吉唐)이라고 한다.
한편, 《삼국사기(三國史記)》 등에 신라 때의 인물로 길문(吉門 : 파진찬)과 길선(吉宣 : 아손) 등의 이름이 나오지만 지금의 길씨와 연관은 알 수 없다. 165년 신라인 길선(吉宣)이 반란을 꾀하다가 백제로 도망 갔다.
- 해평 길씨(海平 吉氏)의 시조 길시우(吉時遇)는 고려 후기 성균관생원(成均館生員)을 지냈다. 길시우의 증손 길재(吉再)는 1386년(고려 우왕 12년) 문과에 급제한 후 성균관박사(成均館博士), 문하주서(門下注書) 등을 지냈고, 조선 사림 학맥의 근원이 된다. 길(吉)씨는 조선시대 문과 급제자 6명을 배출하였다.[1]